# Geislinger Steige

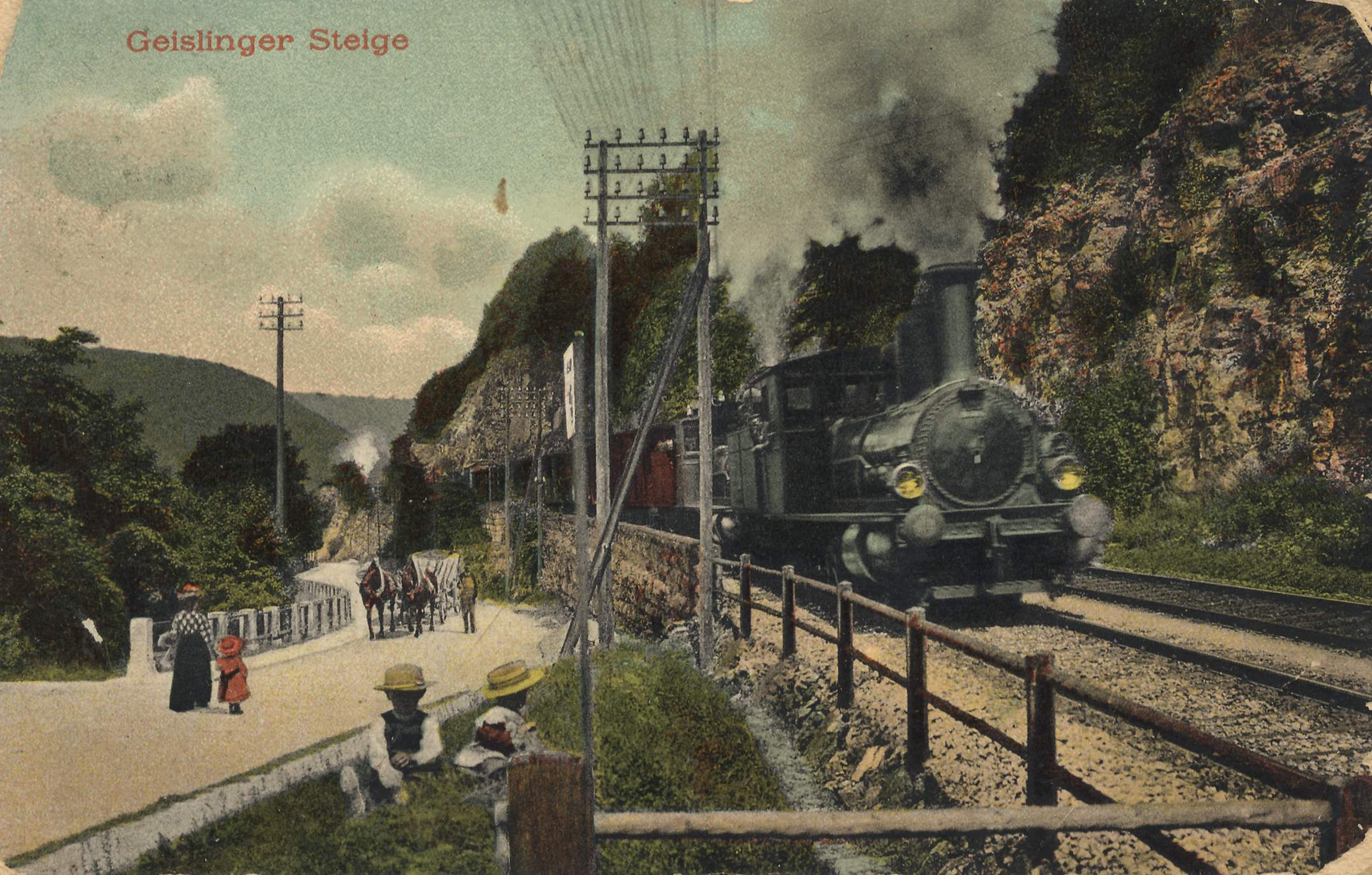
Die beiden Geislinger Steigen im Jahr 1908

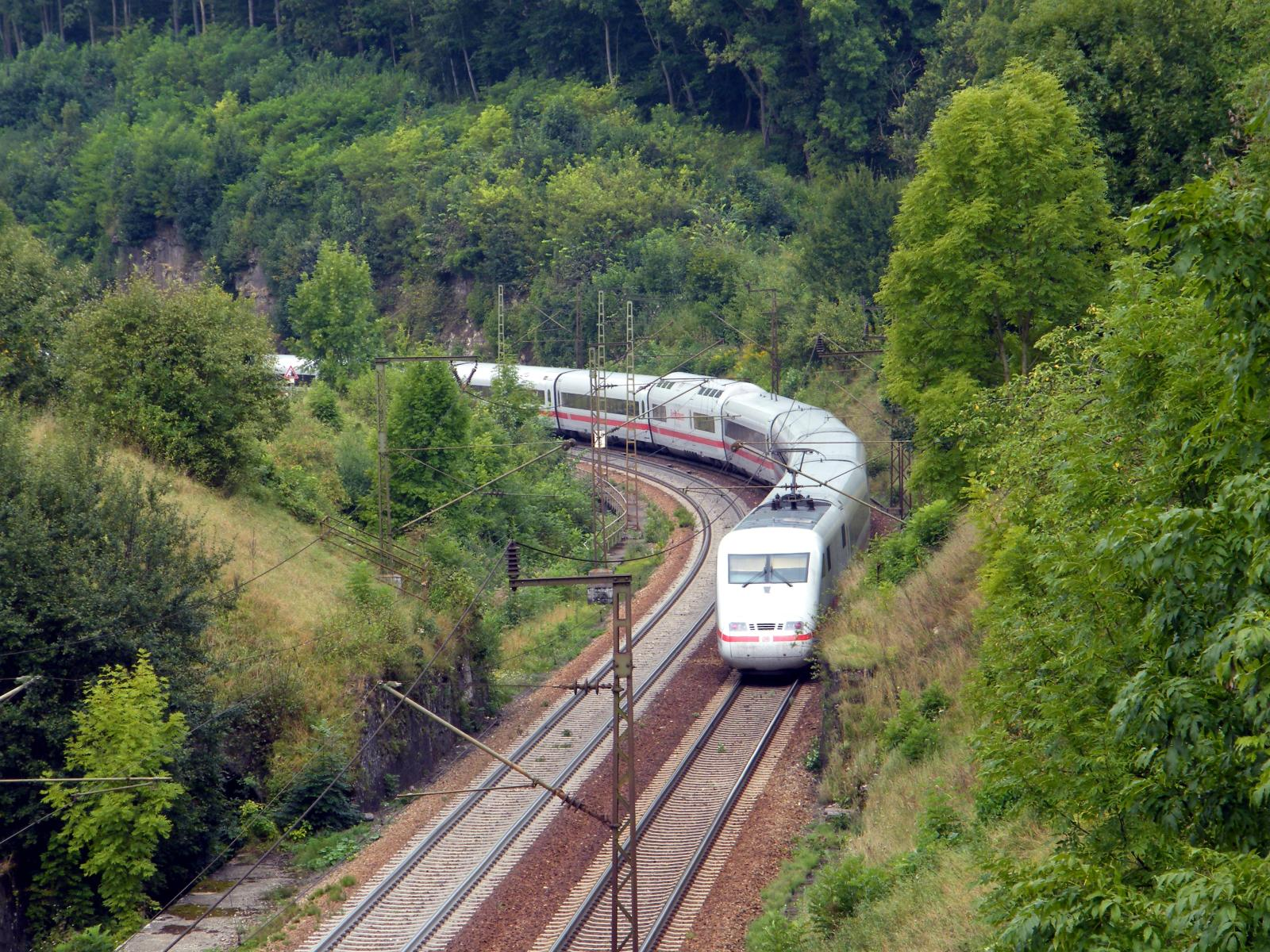
Ein ICE 1 in Richtung Stuttgart im oberen Bereich der Geislinger Steige, nahe dem Bahnhof Amstetten (Württ), aufgenommen vom Aussichtspunkt Mühltalfels

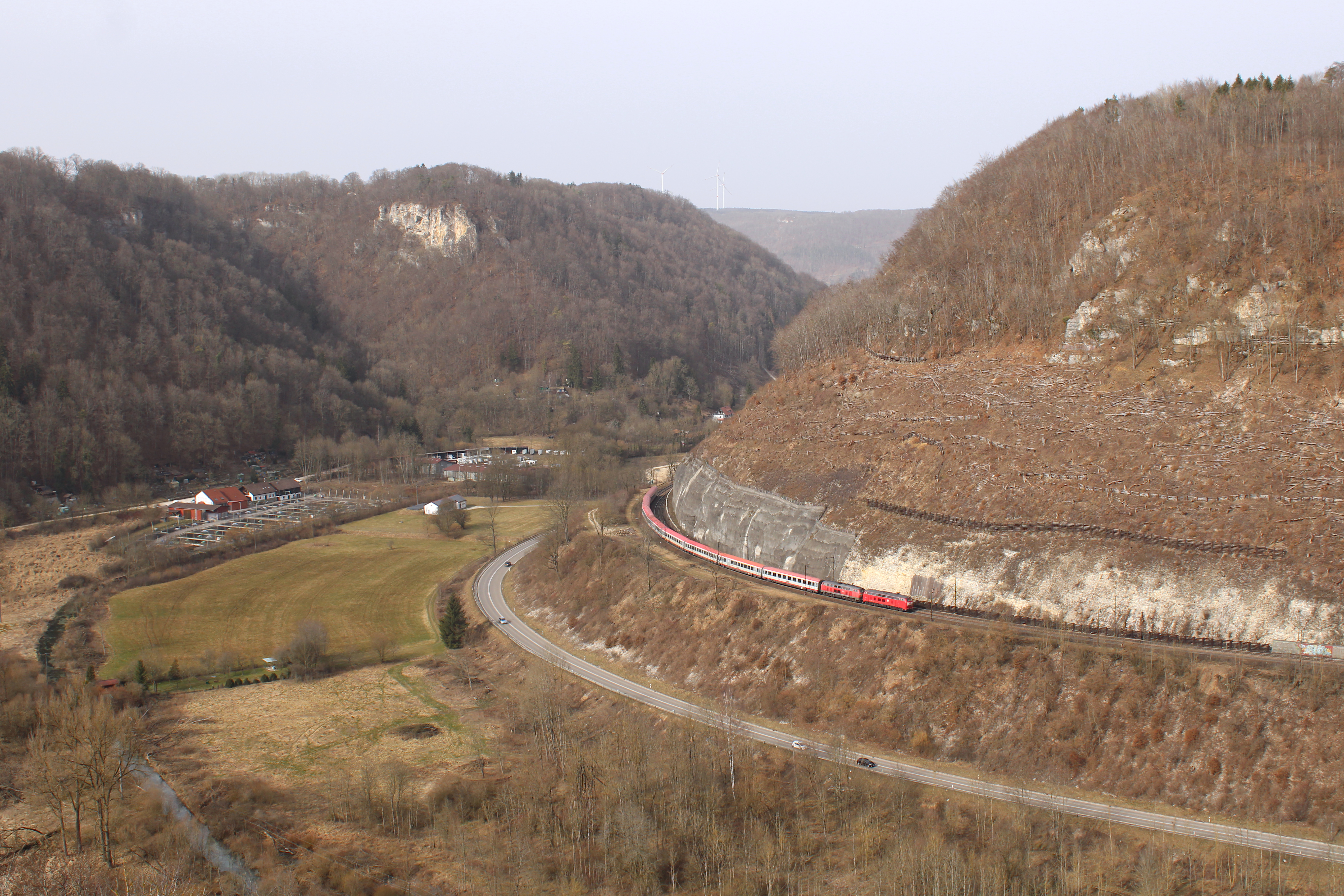
Beim Streckenkilometer 63 weist die Geislinger Steige einen sehr engen Bogenradius auf, hier mit Intercity 119 nach Innsbruck im Februar 2021, im Vordergrund die Rohrach

Die Geislinger Steige ist ein alter Handelsweg auf die Schwäbische Alb. Sie verbindet Geislingen an der Steige an deren Fuß in Richtung Südsüdosten durch das Tal des Eyb-Zuflusses Rohrach mit Amstetten und zählt zu den bekanntesten Albaufstiegen.
Heute bezieht sich der Name auf zwei verschiedene Verkehrswege:
- Die seit der Römerzeit bestehende Fernstraße zwischen Geislingen an der Steige und Amstetten, in den Jahren 1823 bis 1824 ausgebaut durch Gottlieb Christian Eberhard von Etzel,[1] heute ein Abschnitt der Bundesstraße 10, ist die eigentliche Steige.
- Die Eisenbahnrampe zwischen den Bahnhöfen Geislingen (Steige) (469 m) und Amstetten (Württ) (581 m) im Zuge der von Stuttgart nach Neu-Ulm führenden Filstalbahn. In einigen Quellen wird diese als steilste Hauptbahn Europas bezeichnet.[2] Dies ist aber nicht richtig: mehrere Hauptbahnen z. B. in Österreich (beispielsweise Arlberg-, Brenner-, Tauern-, Semmeringbahn) oder der Schweiz (wie Gotthard-, Simplon- oder Lötschbergbahn) weisen größere Steigungen auf.

## Eisenbahnrampe
Die am östlichen Talhang verlaufende Eisenbahnrampe war von Beginn an zweigleisig, ist 5,706 Kilometer lang und überwindet dabei einen Höhenunterschied von 112 Metern. Die Kurvenradien gehen bis auf 278 Meter herunter. Der Streckenabschnitt ist somit nach den Standards für Gebirgsbahnen trassiert, seine maximale Steigung beträgt 22,5 ‰ an. Sie gilt als die erste Gebirgsquerung einer Eisenbahn in Kontinentaleuropa.  Allerdings ist die „Schiefe Ebene“ Neuenmarkt-Wirsberg – Marktschorgast  (Strecke Bamberg – Hof) älter.

### Planung und Bau
Mit dem Gesetz betreffend den Bau von Eisenbahnen wurde am 18. April 1843 der Bau einer ersten Eisenbahnstrecke Württembergs von Heilbronn – damals Endpunkt der Neckarschifffahrt – nach Friedrichshafen am Bodensee beschlossen. Das größte Hindernis für den Bau war die ungünstige Topografie, denn zwischen Geislingen und Ulm musste die Schwäbische Alb überquert werden. Nachdem verschiedene Alternativen geprüft und verworfen worden waren, entschied man sich letztendlich für eine kurze und steile Rampe bei Geislingen, die Geislinger Steige.
Mit dem Bau der Eisenbahnrampe wurden Oberingenieur Michael Knoll und Oberbaurat Karl von Etzel, der später durch die Brennerbahn in Tirol Bekanntheit erlangte, betraut. Der Bau, an dem etwa 3000 Arbeiter mitwirkten, begann 1847. Die Strecke wurde schließlich 1850 eröffnet. Eng verbunden mit dem Bau der Steige ist die Württembergische Metallwarenfabrik (WMF) in Geislingen an der Steige.
Im Rahmen der Planung war zunächst vorgesehen, die Trasse zwischen Göppingen und Geislingen beim Weigoldsberg mit geringeren Steigungen in das obere Filstal (über Bad Überkingen) zu führen; dies wurde jedoch zu Gunsten der steileren Lösung mit der Geislinger Steige verworfen. Ebenfalls verworfen wurden Planungen, den Albabstieg gen Ulm mit derselben Neigung (über Bollingen, Mähringen und das Lehrer Tal) auszuführen, nachdem sich der Abstieg über das Örlinger Tal (mit Neigungen von 1:70) bei Vorarbeiten als teurer, aber betrieblich günstiger herausgestellt hatte.

### Betrieb

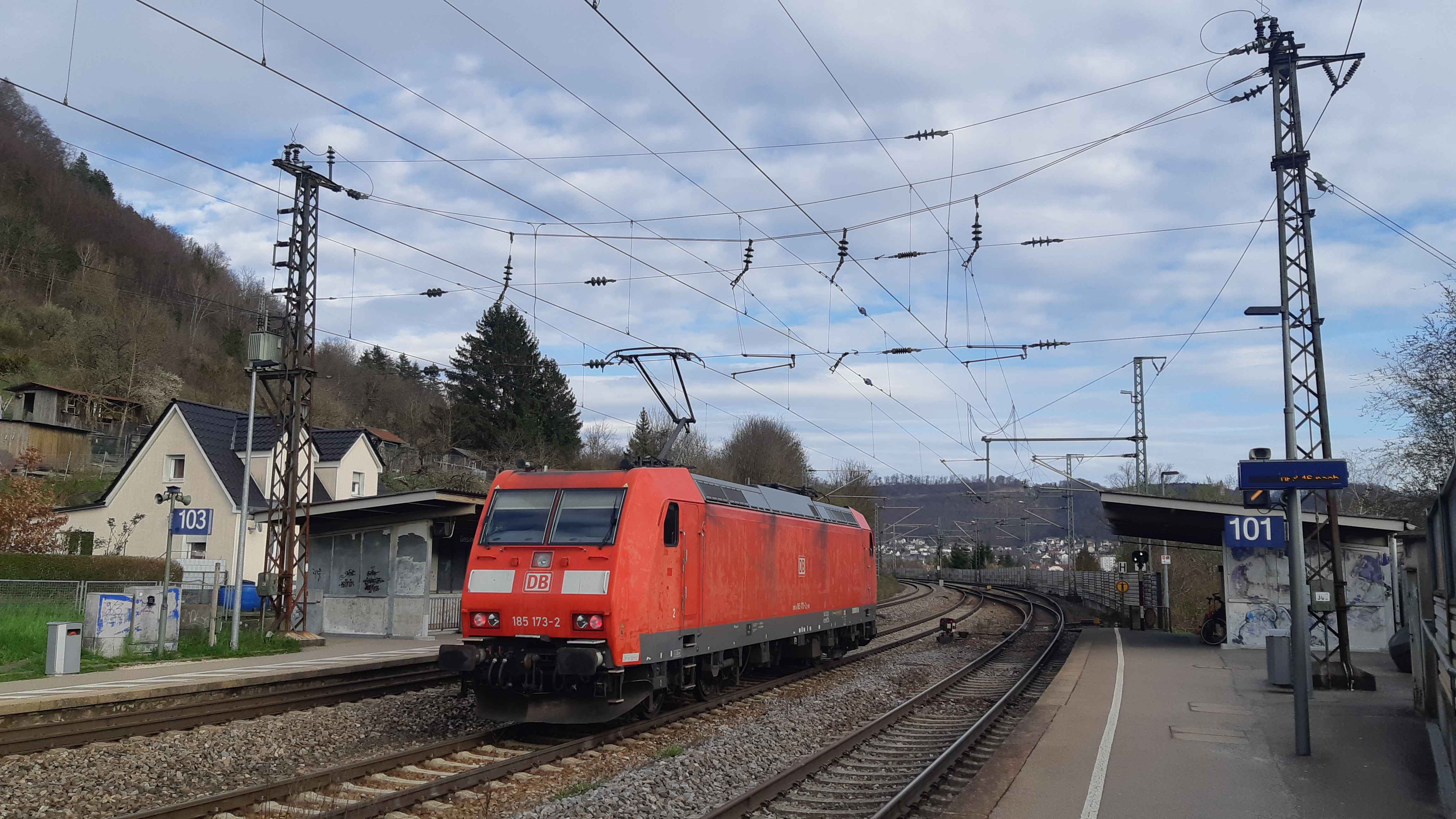
Wartende Schiebelokomotive der Baureihe 185 in Geislingen West

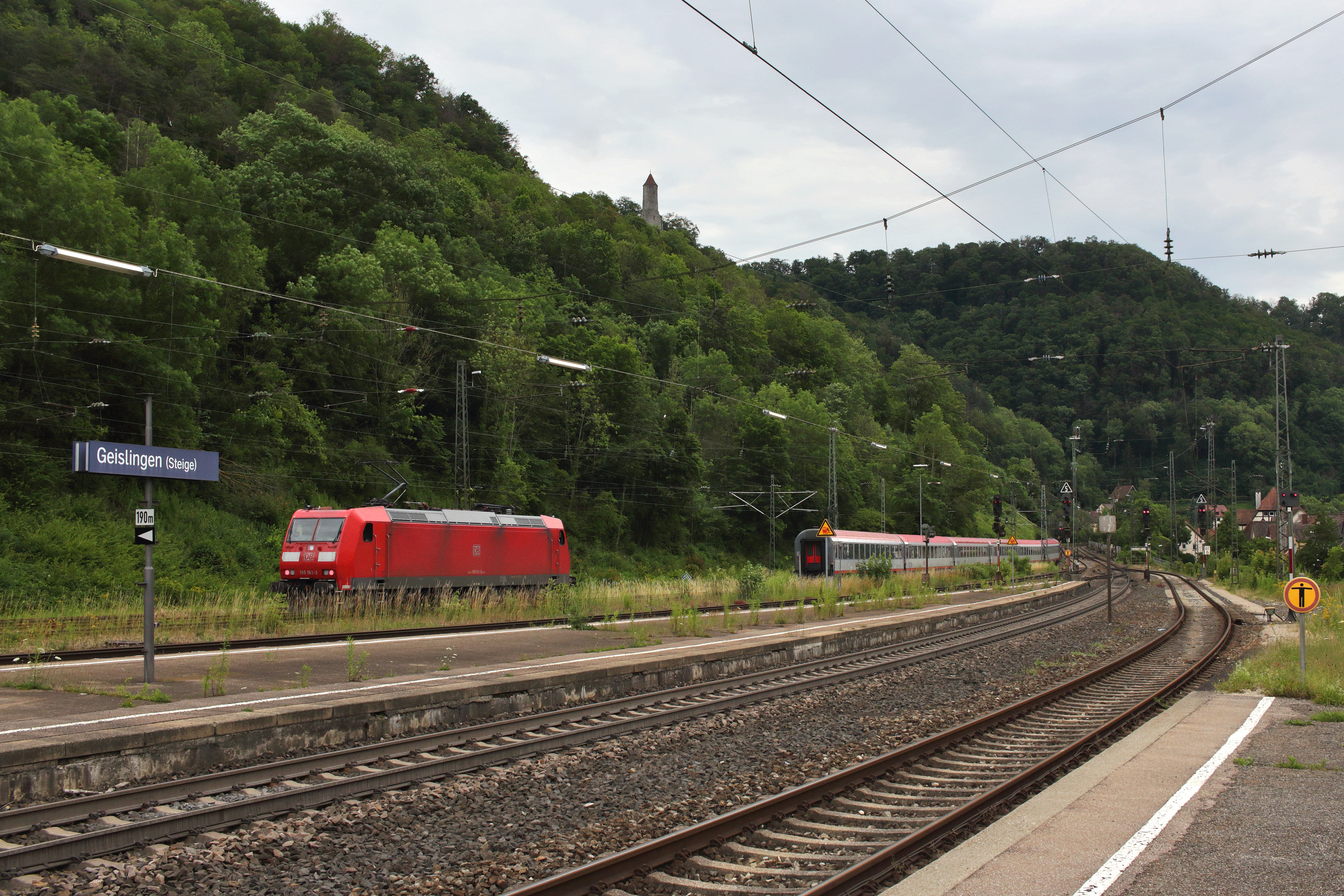
Eine Schiebelokomotive der Baureihe 185 setzt im Bahnhof Geislingen (Steige) an den Intercity 119 an, um ihm über die Geislinger Steige zu helfen

Der Betrieb war für die Königlich Württembergischen Staats-Eisenbahnen (K.W.St.E.) wie auch später für die Deutsche Reichsbahn und die Deutsche Bundesbahn eine Herausforderung. Im Zeitalter der Dampflokomotiven musste fast jeder Zug nachgeschoben werden; deshalb waren die Bahnhöfe Geislingen (Steige) und Amstetten (Württ) recht groß dimensioniert. Für Wartung und Reparatur der bereitstehenden Schiebelokomotiven gab es ein örtliches Bahnbetriebswerk in Geislingen (Steige). In der Zeit der Dampflokomotiven wurde für den Schiebedienst ab 1891 die Württembergische T 3 (spätere Baureihe 89.3–4) eingesetzt. Um 1905 musste sogar oft mit zwei Maschinen nachgeschoben werden. Die Lokomotiven wurden von 1906/1907 bis 1921 von der schweren Württembergischen T 4 (spätere Baureihe 92.1) abgelöst. Ab 1917 kam schließlich der einzige deutsche Sechskuppler, die Württembergische K (spätere Baureihe 59), zum Einsatz.
Die Deutsche Reichsbahn elektrifizierte die Strecke zum 30. Mai 1933. Die nun verwendeten Elektrolokomotiven waren wesentlich leistungsfähiger als die alten Dampflokomotiven, weshalb etliche Schubfahrten eingespart werden konnten. Für die weiter nötigen setzte man Lokomotiven der Baureihe E 93 (später 193) und Baureihe E 94 (194) ein. Von Februar bis April 1945 beschossen mehrfach alliierte Jagdbomber die Strecke. Es entstanden jedoch nur geringe Sachschäden.
Die Deutsche Bundesbahn bespannte die Züge ab den 1960er Jahren überwiegend mit Einheits-Elektrolokomotiven, später auch mit der Baureihe 103. Am 28. Mai 1967 fuhr der erste Trans-Europ-Express (TEE) über die Geislinger Steige, dies war das Zugpaar 10/11 Rembrandt von München nach Amsterdam und zurück. Im Februar 1975 ging der beidseitige Gleiswechselbetrieb zwischen Geislingen (Steige) und Amstetten (Württ) in Betrieb, im März 1986 zwischen Geislingen West und Geislingen (Steige). 1987 ersetzten die Baureihen 140 (kurzzeitig) und 150 die Baureihe 194 als Schiebelokomotiven. Die Baureihe 150 ist mittlerweile ebenfalls ausgemustert. Nachschieben ist bei Reisezügen wegen der seit 1991 verkehrenden Intercity-Express-Züge (ICE) und stärkerer Lokomotiven, darunter z. B. die Baureihen 101 und 120, weitestgehend unnötig geworden. Am 15. Oktober 1999 fuhr erstmals ein ICE 3 über die Geislinger Steige. Stündlich verkehrt ein Regional-Express (RE) mit der Baureihe 146.2 von Stuttgart nach Friedrichshafen und zurück. Ebenso verkehrt stündlich ein Metropolexpress (MEX) von Stuttgart nach Ulm. Schwere Güterzüge werden dagegen wie ehedem von Geislingen West bis Amstetten (Württ) nachgeschoben, für DB-Cargo-Züge stehen in Geislingen (Steige) dafür zwei Lokomotiven bereit: aktuell (Stand 2023) Baureihe 185, zuvor Baureihe 151. Seit verstärkt private Eisenbahnverkehrsunternehmen in Deutschland Gütertransporte durchführen, sind auf der Geislinger Steige auch private Schiebeloks anzutreffen (z. B. Class 66 der HGK). Um 1991 wurden täglich bis zu 40 Güterzüge auf der Geislinger Steige nachgeschoben.
Die Höchstgeschwindigkeit in dem Streckenabschnitt beträgt derzeit 70 km/h. Ungekuppelt darf mit höchstens 60 km/h nachgeschoben werden.

### Seit Dezember 2022
Die Schnellfahrstrecke Wendlingen–Ulm, eine Hochgeschwindigkeitsstrecke für Geschwindigkeiten bis 250 km/h, übernahm zum Fahrplanwechsel im Dezember 2022 einen Großteil des vormaligen Fernverkehrs auf der Geislinger Steige. Auf ihr wird der Höhenunterschied in zwei jeweils acht Kilometer langen Tunneln überwunden.
Da die Schnellfahrstrecke mit einer Steigung von bis zu 35 ‰ nur für leichte Güterzüge geeignet ist, schlugen Kritiker der neuen Strecke vor, auf der Bestandsstrecke zwischen Süßen und etwa Lonsee einen Tunnel mit einer Längsneigung von höchstens 12,5 ‰ zu errichten. Dabei seien nur etwa 130 Höhenmeter mit etwa elf Kilometern Tunnel zu überwinden. Die Strecke zwischen Ulm und Stuttgart wäre dann voll schwergüterverkehrstauglich.

## Videos
- Rund um die Geislinger Steige (105 min, alphaCam, Blaustein, 1988)
- 150 Jahre Geislinger Steige – Teil 1 (57 min, alphaCam, Blaustein, 2000) Bahnbaugeschichte, moderner Zugbetrieb
- 150 Jahre Geislinger Steige – Teil 2 (56 min, alphaCam, Blaustein, 2000) Nostalgie bis 25 J. zurück (E194/Dampfloks usw.)
- 150 Jahre Geislinger Steige – Teil 3 (56 min, alphaCam, Blaustein, 2000) Das Jubiläum 2000 mit Festakt und Sonderfahrten